# Новая Деревня (Белебеевский район)
Новая Деревня (баш. Новая Деревня) — деревня в Белебеевском районе Республики Башкортостан Российской Федерации. Входит в состав Ермолкинского сельсовета.

## География

### Географическое положение
Расстояние до:
- районного центра (Белебей): 9 км,
- центра сельсовета (Ермолкино): 7 км,
- ближайшей ж/д станции (Аксаково): 19 км.

## Население
| 2002 | 2009 | 2010 |
| ---- | ---- | ---- |
| 38   | ↘33  | ↘17  |

Согласно переписи 2002 года, преобладающая национальность — чуваши (79 %).